# مرسن
مرسن (انگلیسی: Mersen) شرکت تجهیزات الکتریکی فرانسوی است، که در سال ۱۸۹۱ تأسیس شد.